# Narodni park Krka
Narodni park Krka je eden izmed osmih narodnih parkov na Hrvaškem. Območje je bilo uradno zaščiteno leta 1985, zato je za vstop v park treba kupiti vstopnico.
Obsega območje porečja okrog spodnjega dela reke Krke, po kateri je park dobil ime, in spodnji tok reke Čikole. Razteza se na površini 109 km².
Posebnost parka je lehnjak, ki je na reki ustaril znamenite slapove (najpomebnejša sta Roški slap in Skradinski buk). Okoli slednjega poteka izobraževalna pot, dolga 1900 metrov. Zaradi obsežnih vodnih površin sta v parku bogati flora in favna. Tako se na zavarovanem območju nahaja preko 1000 rastlinskih vrst in podvrst, endemične ribe in številne ptice.
V parku se nahajajo tudi pomembni kulturno-zgodovinski in verski objekti (ostanki rimskega tabora Burnum, mlini, srednjeveške utrdbe Ključica, Kamička, Rog, Bogočina in Nečvena, samostan sv. Marije na otočku Visovac, pravoslavni samostan Krka, ostanki hidroelektrarne Krka iz leta 1895).